# Denys Kulakow
Denys Jermylowytsch Kulakow (ukrainisch Денис Єрмилович Кулаков; * 1. Mai 1986 in Isjum) ist ein ukrainischer Fußballspieler.

## Karriere

### Verein
Kulakow begann seine Karriere beim UFK Charkiw. Zur Saison 2002/03 wechselte er zu Schachtar Donezk. Für die Profis von Schachtar debütierte er im Juni 2004 gegen Metalurh Saporischschja in der Wyschtscha Liha. In der Saison 2004/05 kam er insgesamt einmal zum Einsatz und machte dabei auch sein erstes Tor in der höchsten Spielklasse. Nachdem er in der Hinrunde 2005/06 ohne Einsatz geblieben war, wurde er im Januar 2006 innerhalb der Liga für eineinhalb Jahren an Illitschiwez Mariupol verliehen. Für Illitschiwez kam er zu 27 Einsätzen in der Wyschtscha Liha, in denen er ein Tor erzielte. Zur Saison 2007/08 wurde er an Worskla Poltawa weiterverliehen. Während der Leihe absolvierte er 18 Partien für den Verein.
Zur Saison 2008/09 wurde er von Worskla fest verpflichtet. In der Saison 2008/09 kam er zu 26 Erstligaeinsätzen. In der Spielzeit 2009/10 absolvierte er 29 Partien, lediglich ein Saisonspiel verpasste er gesperrt. In der Saison 2010/11 stand der Flügelspieler in allen 30 Partien Worsklas von Beginn an am Feld. Zur Saison 2011/12 wechselte Kulakow zum Ligakonkurrenten FK Dnipro. In seiner ersten Spielzeit bei Dnipro kam er zu 20 Einsätzen in der Premjer-Liha, ehe er sich in der Winterpause das Kreuzband riss und lange ausfiel. Sein Comeback nach seiner Genesung gab er schließlich im Oktober 2012. Nach seiner Verletzung spielte der Defensivspieler allerdings keine große Rolle mehr und kam zumeist von der Bank aus zu seinen Einsätzen. In der Saison 2012/13 kam er insgesamt zu neun Einsätzen, in der Saison 2013/14 spielte er zehnmal.
Zur Saison 2014/15 schloss Kulakow sich Metalist Charkiw an. Für Metalist absolvierte er 16 Partien in der höchsten ukrainischen Spielklasse. Zur Saison 2015/16 wechselte er nach Russland zu Ural Jekaterinburg. In seiner ersten Spielzeit in Jekaterinburg kam er zu 26 Einsätzen in der Premjer-Liga. In der Saison 2016/17 stand er in allen 30 Saisonspielen in der Startelf, wie auch in der Saison 2017/18, in der er noch dazu keine einzige Spielminute verpasste. In der Saison 2018/19 kam er zu 28 Einsätzen und erzielte zudem sein erstes Tor in der höchsten russischen Spielklasse. In der Saison 2019/20 kam der Außenverteidiger ebenfalls 28 Mal zum Einsatz. Zur Saison 2020/21 wurde Kulakow nach dem Karriereende von Artjom Fidler zum Kapitän Urals, zuvor hatte er den vor seinem Karriereende selten zum Einsatz kommenden Fidler bereits häufig als Kapitän vertreten. In der Saison 2020/21 absolvierte er insgesamt 25 Partien in der Premjer-Liga. In der Saison 2021/22 kam er zu 18 Einsätzen, 2022/23 absolvierte er 19 Spiele, in der Saison 2023/24 kam er 26 Mal zum Zug. 2024 stieg er mit Ural aber aus dem Oberhaus ab, woraufhin er Jekaterinburg nach neun Jahren verließ.
Der Ukrainer wurde in der Saison 2019/20 zum Rekordspieler Urals in der Premjer-Liga.

### Nationalmannschaft
Kulakow spielte 2007 für die ukrainische U-21-Auswahl. Im September 2010 debütierte er in einem Testspiel gegen Polen für die A-Nationalmannschaft.